# Moussa Dembélé (football)
Moussa Dembélé, né le 12 juillet 1996 à Pontoise (Val-d'Oise), est un footballeur franco-malien qui évolue au poste d'attaquant au Al-Ettifaq FC.

## Biographie

### Jeunesse et formation
Moussa Dembélé commence le foot à l'US Cergy Clos à l'âge de six ans avant de rejoindre le centre de formation du Paris Saint-Germain en 2004. 
Il évolue dans les différentes catégories de jeunes du club, de son arrivée jusqu'aux moins de dix-sept. En juin 2011, avec la sélection de la Ligue de Paris-Île-de-France, il termine troisième de la Coupe nationale des Ligues U15, aux côtés de Kingsley Coman et Jonathan Bamba. Il remporte l'All Kass International Cup en 2012 aux côtés de Kingsley Coman, d'Adrien Rabiot ou d'Hervin Ongenda. Il marque notamment un triplé en demi-finale.
Après huit ans passés au club, Dembélé décide de quitter le Paris Saint-Germain, craignant de ne pas avoir sa chance dans une équipe qui vient de recruter Ezequiel Lavezzi ou Zlatan Ibrahimović. En 2012, il quitte la France et s'engage avec le club londonien de Fulham. 

### Fulham FC (2012-2016)
À seize ans, il devient un membre régulier de l'équipe des moins de dix-huit qui remporte la Premier Academy League. L'année suivante, il rejoint les moins de vingt-et-un ans et marque six buts en sept matchs de championnat. Moussa Dembélé signe son premier contrat professionnel avec Fulham le 12 juillet 2013, jour de ses dix-sept ans. Son nom est familier, car son homonyme belge Mousa Dembélé avait joué également au Fulham FC de 2010 à 2012.
Il est présent pour la première fois sur le banc de l'équipe première face à Swansea City le 23 novembre 2013 mais il n'entre pas en jeu. Il fait ses débuts en Premier League une semaine plus tard contre West Ham en remplaçant Kieran Richardson à la 83e minute puis est titularisé pour la première fois face à Everton en mars 2014. En fin de saison, Fulham est relégué en D2 anglaise.
En 2014-2015, il participe à une dizaine de matchs en championnat et marque ses premiers buts en professionnel lors d'un match face à Derby County en Coupe de la Ligue anglaise. Malgré son doublé, Fulham s'incline 2-5.
En 2015-2016 il devient titulaire et joue la quasi-totalité des matchs de son équipe. Il marque son premier but en D2 anglaise face à Blackburn le 13 septembre 2015 et devient un buteur régulier à partir de là. Il marque notamment deux doublés en une semaine, le premier face à Reading, le second face à Bristol City. Lors du marché des transferts hivernal, plusieurs clubs de Premier League se montrent intéressés et alors que son contrat arrive à terme en 2016, Fulham décide de le conserver jusqu'à la fin de saison.

### Celtic FC (2016-2018)
Le 28 juin 2016, il s'engage pour quatre ans avec le Celtic FC contre un million d’euros. 
Il dispute son premier match sous ses nouvelles couleurs le 12 juillet 2016, jour de son 20e anniversaire, face au Lincoln Red Imps, club de Gibraltar, lors du match aller du deuxième tour de qualification pour la Ligue des champions, défaite un but à zéro à l’extérieur. Le 3 août 2016, Dembélé marque son premier but pour le Celtic à la 92e minute du match contre Astana qui permet au Celtic d'atteindre les barrages de la Ligue des champions. Le match suivant, il marque à deux reprises contre Motherwell en huitièmes de finale de la Coupe de la Ligue écossaise pour une victoire du Celtic 5-0. Lors du match aller des barrages de C1, il marque le quatrième but lors de la victoire 5-2 contre le club israélien de Hapoël Beer-Sheva. Le 10 septembre 2016, il inscrit son premier triplé à l'occasion de la victoire face au Rangers FC (5-1). C'est le premier hat-trick inscrit pendant un  Glasgow Derby en championnat depuis Stevie Chalmers en 1966. Le 28 septembre suivant, il inscrit un doublé en coupe d'Europe face à Manchester City (3-3). Dembélé marque ensuite le but de la victoire en fin de match lors de la demi-finale de Coupe de la Ligue écossaise contre les Rangers le 23 octobre 2016 (1-0). Le club écossais remporte ensuite la compétition en battant Aberdeen (0-3). 
En février 2017, après un triplé sur la pelouse de Saint Johnstone (5-2), l'attaquant français inscrit de nouveau trois buts au 8e tour de la Coupe d'Ecosse face à Inverness (6-0), en seulement quatorze minutes. Il s'agit de son troisième triplé de la saison et Dembélé totalise alors déjà 26 buts lors de cette saison avec le club écossais, toutes compétitions confondues. Avec 17 buts en championnat, Dembélé termine deuxième meilleur buteur derrière son coéquipier Scott Sinclair.
Le 22 novembre 2017, il inscrit le but le plus rapide de l'histoire du Celtic FC en Ligue des champions, après 56 secondes de jeu, face à son ancien club du Paris Saint-Germain. Le club écossais s'incline cependant sept buts à un.

### Olympique lyonnais (2018-2023)

#### Arrivée à l'Olympique lyonnais (2018-2021)
Le 31 août 2018, il s'engage pour cinq ans avec l'Olympique lyonnais. Il intègre rapidement le onze en tant qu'avant-centre. Le 26 septembre suivant, il inscrit ses deux premiers buts sous le maillot du club lyonnais à l'occasion d'un match de Ligue 1 lors d'une victoire trois buts à zéro contre le Dijon FCO. Quelques jours plus tard, il inscrit son premier but en Ligue des champions sous le maillot lyonnais lors d'un nul deux partout contre l'équipe ukrainienne du Chakhtar Donetsk. 
Le 20 janvier 2019, il inscrit le but de la victoire à Geoffroy-Guichard dans les arrêts de jeu du derby face à l'AS Saint-Etienne. Le 3 février 2019, il marque le premier but des Lyonnais qui s'imposent deux à un contre le Paris Saint-Germain, qui s'incline pour la première fois de la saison en championnat. Son mois de mars prolifique (cinq buts dont deux doublés) lui permet d'être nommé au trophée UNFP de joueur du mois. Dembélé ne récoltant que 20% des suffrages, le trophée sera finalement remporté par Mario Balotelli.
Dembélé inscrit vingt buts en quarante-six matchs toutes compétitions confondues lors de sa première saison sous le maillot du club lyonnais.
En 2019-2020, l'Olympique lyonnais atteint les demi-finales de la Ligue des champions, ainsi que la finale de la Coupe de la Ligue. Sur un plan personnel, il inscrit vingt-quatre buts en quarante-six rencontres toutes compétitions confondues.
Au cours de la saison 2020-2021, il n'inscrit qu'un seul but sur les douze matchs joués, celui de la victoire contre le Stade de Reims trois buts à zéro. Le 21 décembre, il se fracture le bras à l'entraînement et est contraint de déclarer forfait pour la réception du FC Nantes.

#### Prêt de 6 mois à l'Atlético de Madrid (2021)
Le 13 janvier 2021, il est prêté jusqu’à la fin de la saison par l’Olympique lyonnais avec une option d’achat, qui ne sera pas levée par le club madrilène, le joueur n'ayant disputé que 7 matchs lors de la seconde partie de saison.
Avec les Colchoneros, ils remportent le championnat d'Espagne dans des dernières journées haletantes pour le club rojiblanco.

#### Retour à l'Olympique lyonnais (2021-2023)
Moussa Dembélé retourne à l'Olympique lyonnais et ce jusqu'à l'issue de la saison 2022-2023 : en effet, le 7 juin 2023, l'Olympique lyonnais annonce le départ du joueur, qui aura disputé 170 matchs et inscrit 71 buts sous les couleurs lyonnaises.

### Al-Ettifaq FC (depuis 2023)
Le 26 juillet 2023, Moussa Dembélé rejoint le championnat saoudien en s'engageant à l'Al-Ettifaq FC, club entraîné par Steven Gerrard,.

### En équipe nationale
Moussa Dembélé est sélectionné dans toutes les équipes françaises de jeunes.
Il est demi-finaliste du championnat d'Europe des moins de 19 ans 2015 avec l'équipe de France de la catégorie. Il se démarque en inscrivant un but face à l'Ukraine, puis un autre but contre la Grèce.
En octobre 2016, alors que les chances de qualification pour l’Euro 2017 sont réduites à néant, Dembélé est appelé pour la première fois en équipe de France espoirs. Lors de ses quatre premières sélections, il inscrit autant de buts.
Le 13 novembre 2017, en qualifications à l'Euro 2019 contre la Slovénie, Moussa inscrit un triplé en douze minutes avant la mi-temps, améliorant son record de trois buts en quatorze minutes en club, établi en février précédent.

## Statistiques détaillées

### En club
| Saison                | Club                   | Championnat           | Championnat | Championnat | Championnat | Coupe nationale | Coupe nationale | Coupe nationale | Coupe de la Ligue | Coupe de la Ligue | Coupe de la Ligue | Compétition(s) continentale(s) | Compétition(s) continentale(s) | Compétition(s) continentale(s) | Compétition(s) continentale(s) | Total | Total | Total |
| Saison                | Club                   | Division              | M.          | B.          | P.d.        | M.              | B.              | P.d.            | M.                | B.                | P.d.              | Comp.                          | M.                             | B.                             | P.d.                           | M.    | B.    | P.d.  |
| 2013-2014             | Fulham FC              | Premier League        | 2           | 0           | 0           | 1               | 0               | 0               | -                 | -                 | -                 | -                              | -                              | -                              | -                              | 3     | 0     | 0     |
| 2014-2015             | Fulham FC              | Championship          | 11          | 0           | 1           | 3               | 0               | 1               | 1                 | 2                 | 0                 | -                              | -                              | -                              | -                              | 15    | 2     | 2     |
| 2015-2016             | Fulham FC              | Championship          | 43          | 15          | 6           | 1               | 1               | 0               | 2                 | 1                 | 0                 | -                              | -                              | -                              | -                              | 46    | 17    | 6     |
| Sous-total            | Sous-total             | Sous-total            | 56          | 15          | 7           | 5               | 1               | 1               | 3                 | 3                 | 0                 | -                              | -                              | -                              | -                              | 64    | 19    | 8     |
| 2016-2017             | Celtic FC              | Scottish Premiership  | 29          | 17          | 5           | 4               | 5               | 0               | 4                 | 5                 | 1                 | C1                             | 12                             | 5                              | 0                              | 49    | 32    | 6     |
| 2017-2018             | Celtic FC              | Scottish Premiership  | 25          | 9           | 7           | 4               | 3               | 0               | 2                 | 3                 | 0                 | C1+C3                          | 6+2                            | 1+0                            | 0                              | 39    | 16    | 7     |
| 2018-2019             | Celtic FC              | Scottish Premiership  | 1           | 0           | 0           | -               | -               | -               | 1                 | 1                 | 0                 | C1+C3                          | 3+1                            | 2+0                            | 0                              | 6     | 3     | 0     |
| Sous-total            | Sous-total             | Sous-total            | 55          | 26          | 12          | 8               | 8               | 0               | 7                 | 9                 | 1                 | -                              | 24                             | 8                              | 0                              | 94    | 51    | 13    |
| 2018-2019             | Olympique lyonnais     | Ligue 1               | 33          | 15          | 3           | 5               | 3               | 0               | 2                 | 1                 | 1                 | C1                             | 6                              | 1                              | 0                              | 46    | 20    | 4     |
| 2019-2020             | Olympique lyonnais     | Ligue 1               | 27          | 16          | 2           | 5               | 4               | 2               | 4                 | 2                 | 2                 | C1                             | 10                             | 2                              | 1                              | 46    | 24    | 7     |
| 2020-2021             | Olympique lyonnais     | Ligue 1               | 16          | 1           | 0           | -               | -               | -               | -                 | -                 | -                 | -                              | -                              | -                              | -                              | 16    | 1     | 0     |
| 2021-2022             | Olympique lyonnais     | Ligue 1               | 30          | 21          | 3           | -               | -               | 0               | -                 | -                 | -                 | C3                             | 6                              | 1                              | 1                              | 36    | 22    | 4     |
| 2022-2023             | Olympique lyonnais     | Ligue 1               | 23          | 3           | 0           | 5               | 0               | 1               | -                 | -                 | -                 | -                              | -                              | -                              | -                              | 28    | 3     | 1     |
| Sous-total            | Sous-total             | Sous-total            | 129         | 56          | 8           | 15              | 7               | 3               | 6                 | 3                 | 3                 | -                              | 22                             | 4                              | 2                              | 172   | 70    | 16    |
| 2020-2021             | Atlético Madrid (prêt) | Liga                  | 5           | 0           | 0           | -               | -               | -               | -                 | -                 | -                 | C1                             | 2                              | 0                              | 0                              | 7     | 0     | 0     |
| 2023-2024             | Al-Ettifaq FC          | Saudi Pro League      | 25          | 12          | 1           | 1               | 2               | -               | -                 | -                 | -                 | -                              | -                              | -                              | -                              | 26    | 14    | 1     |
| 2024-2025             | Al-Ettifaq FC          | Saudi Pro League      | 19          | 7           | 4           | 2               | 0               | 0               | -                 | -                 | -                 | -                              | -                              | -                              | -                              | 21    | 7     | 4     |
| Sous-total            | Sous-total             | Sous-total            | 44          | 19          | 5           | 3               | 2               | -               | -                 | -                 | -                 | -                              | -                              | -                              | -                              | 47    | 21    | 5     |
| Total sur la carrière | Total sur la carrière  | Total sur la carrière | 289         | 116         | 32          | 31              | 18              | 4               | 16                | 15                | 4                 | -                              | 48                             | 12                             | 2                              | 384   | 161   | 42    |

### En sélection

#### Équipes de jeunes
| Saison                | Sélection             | Campagne              | Phases finales | Phases finales | Éliminatoires | Éliminatoires | Matchs amicaux | Matchs amicaux | Total | Total |
| Saison                | Sélection             | Campagne              | M              | B              | M             | B             | M              | B              | M     | B     |
| --------------------- | --------------------- | --------------------- | -------------- | -------------- | ------------- | ------------- | -------------- | -------------- | ----- | ----- |
| 2011-2012             | France -16 ans        | -                     | -              | -              | -             | -             | 14             | 4              | 14    | 4     |
| Sous-total            | Sous-total            | Sous-total            | -              | -              | -             | -             | 14             | 4              | 14    | 4     |
| 2012-2013             | France -17 ans        | UEFA Euro 2013        | -              | -              | 3             | 0             | -              | -              | 3     | 0     |
| Sous-total            | Sous-total            | Sous-total            | -              | -              | 3             | 0             | -              | -              | 3     | 0     |
| 2013-2014             | France -18 ans        | -                     | -              | -              | -             | -             | 3              | 1              | 3     | 2     |
| Sous-total            | Sous-total            | Sous-total            | -              | -              | -             | -             | 3              | 2              | 3     | 2     |
| 2014-2015             | France -19 ans        | UEFA Euro 2015        | 4              | 2              | 3             | 2             | 3              | 1              | 10    | 5     |
| Sous-total            | Sous-total            | Sous-total            | 4              | 2              | 3             | 2             | 3              | 1              | 10    | 5     |
| 2015-2016             | France -20 ans        | -                     | -              | -              | -             | -             | 4              | 0              | 4     | 0     |
| Sous-total            | Sous-total            | Sous-total            | -              | -              | -             | -             | 4              | 0              | 4     | 0     |
| 2016-2017             | France espoirs        | UEFA Euro 2017        | -              | -              | 1             | 1             | 5              | 3              | 6     | 4     |
| 2017-2018             | France espoirs        | UEFA Euro 2019        | -              | -              | 6             | 4             | 2              | 1              | 8     | 5     |
| 2018-2019             | France espoirs        | UEFA Euro 2019        | 3              | 1              | 3             | 1             | 5              | 2              | 10    | 4     |
| Sous-total            | Sous-total            | Sous-total            | 3              | 1              | 10            | 6             | 12             | 6              | 25    | 13    |
| Total sur la carrière | Total sur la carrière | Total sur la carrière | 7              | 3              | 16            | 8             | 36             | 13             | 59    | 24    |

## Palmarès

### En club
- Celtic FC
  - Champion d'Écosse en 2017 et 2018.
  - Vainqueur de la Coupe de la Ligue écossaise en 2016 et 2017.
  - Vainqueur de la Coupe d'Écosse en 2017 et 2018.

- Olympique lyonnais
  - Finaliste de la Coupe de la Ligue en 2020.

- Atlético de Madrid
  - Champion d'Espagne en 2021.

### Distinction individuelle
- Membre de l'équipe-type du championnat d'Écosse en 2017.